# Filmworks XXII: The Last Supper
 (novembre 2023).
Filmworks XXII: The Last Supper est un album de John Zorn paru sur le label Tzadik en 2008. Il s'agit de la musique composée pour un film d'Arno Bouchard, et jouée par un quintet vocal et des percussions, voix et percussions jouant parfois de concert, parfois séparément. Le cd est accompagné d'un livret de 50 pages présentant des photos du film.

## Titres
| No  | Titre                        | Durée |
| --- | ---------------------------- | ----- |
| 1.  | Somnambulisme                | 2:12  |
| 2.  | Opening Invocation           | 2:13  |
| 3.  | Virgin Sacrifice             | 3:25  |
| 4.  | Vespers                      | 3:37  |
| 5.  | Spiral                       | 3:17  |
| 6.  | The Last Supper              | 1:55  |
| 7.  | The Colors Of Blood          | 2:47  |
| 8.  | Sexaltation                  | 2:35  |
| 9.  | Dance For The Vernal Equinox | 1:35  |
| 10. | Tarot                        | 1:43  |
| 11. | Time Travel                  | 2:27  |
| 12. | Le Diable                    | 2:01  |
| 13. | Exhaltation                  | 2:01  |
| 14. | Futur Primitif               | 5:34  |
| 15. | Blood Ritual                 | 2:39  |
| 16. | In Alium                     | 6:29  |

## Personnel
- Lisa Bielawa, Caleb Burhans, Martha Cluver, Abby Fischer et Kirsten Sollek - voix
- Cyro Baptista - percussions
- John Zorn - percussions